# Erika Morri
Erika Morri (Bologna, 24 aprile 1971) è un'allenatrice ed ex giocatrice italiana di rugby a 15, in carriera agonistica attiva nei ruoli di ala o centro.
Vanta 19 presenze con la nazionale italiana con la quale ha preso parte a due edizioni della Coppa del Mondo e sette edizioni del campionato d'Europa.
È consigliera in quota atleti della Federazione Italiana Rugby e già membro del comitato dello sviluppo per il rugby femminile in Rugby Europe.

## Biografia
Bolognese e figlia d'arte, dopo un passaggio per il lancio del giavellotto presso il CUS Bologna, esordì nel rugby nelle file del Bologna.
Debuttò in nazionale a Cardiff contro l’Inghilterra nel 1991 in occasione della prima Coppa del Mondo, nel corso della quale giocò titolare come ala.
Nel 1994 partecipò al tour in Spagna e Scozia, che la F.I.R. organizzò dopo che l'IRFB non ufficializzò l'edizione di quell'anno della Coppa del Mondo.
Nel 1998 per infortunio al ginocchio non prese parte alla Coppa del Mondo nei Paesi Bassi, ma nel 2002 fu alla Coppa in Spagna, l’ultima dell’Italia per 15 anni.
Nel 2004, anno della laurea in Scienze politiche, vinse lo scudetto con Mira.
Per via degli impegni professionali presso l’ufficio marketing dell’Autodromo di Imola, dovette ritirarsi nel 2008 dall'attività internazionale pur continuando l'attività di club nelle Lupe di Piacenza, e contemporaneamente fondando a Bologna un club di rugby a VII, il Progresso Castelmaggiore.
Nel 2012, a 41 anni, Erika Morri chiuse l'attività agonistica.
Già consigliera regionale nel comitato FIR Emilia Romagna dal 2012 al 2016, dal 2016 al 2021 è stata una prima volta consigliera federale eletta in quota giocatori, incarico al quale è stata rieletta nel 2024.
Al suo attivo anche esperienze nel mondo dei media: nel 2022 fu commentatrice dell'incontro inaugurale della Coppa del Mondo femminile in Nuova Zelanda per Sky Sport

## Palmarès
- Campionati italiani: 1
Riviera del Brenta: 2003-04